# Sergio Guidorzi
Sergio Guidorzi (Sermide, 27 marzo 1912 – Mar Mediterraneo, 26 novembre 1942) è stato un aviatore italiano, pluridecorato pilota di grande esperienza della Regia Aeronautica si distinse durante la guerra civile spagnola e nella seconda guerra mondiale partecipò a numerosi combattimenti in Africa Settentrionale Italiana, in Grecia e in Jugoslavia. Assegnato successivamente al Comando Servizi Aerei Speciali prese parte alla Campagna di Tunisia nelle file della 224ª Squadriglia, 57º Gruppo e del 18º Stormo Trasporti.

## Biografia
Nacque a Sermide il 27 marzo 1912, e prestò servizio militare di leva nella Regia Aeronautica venendo congedato il 4 ottobre 1932. Il 4 marzo dell'anno successivo fu ammesso a frequentare il Corso per Aviere Allievo Ufficiale di complemento tenutosi presso il Centro R.e.M. di Parma in seno alla 2ª Zona Aerea Territoriale. Dall'8 aprile 1933 frequentò la Scuola di pilotaggio di Sesto San Giovanni, e a partire dall'11 ottobre successivo la Scuola Osservazione Aerea di Grottaglie dove conseguì il brevetto di pilota d'aeroplano su velivolo Breda S.C.4. e il 15 novembre quello di pilota militare su aereo Caproni Ca.100. Nominato sottotenente, il 15 gennaio 1934 entrò in servizio presso il 46º Gruppo 15º Stormo Bombardamento Terrestre venendo trattenuto in servizio a causa dello scoppio della guerra d'Etiopia, e poi mandato in Libia, sull'aeroporto di Castelbenito (Aeroporto di Tripoli), il 16 giugno 1936.
Rientrò in Italia il 30 gennaio 1938, ma il 5 febbraio successivo partì per la Spagna, per combattere nella guerra civile da cui tornò decorato con una prima Medaglia d'argento al valor militare e il passaggio in servizio permanente effettivo per meriti di guerra.
Il 12 febbraio 1940 fu promosso capitano, e rientrato in servizio come comandante della 20ª Squadriglia del 15º Stormo, con il precipitare della situazione internazionale, il 17 aprile il reparto partì per l'Africa settentrionale equipaggiato con i bombardieri trimotori Savoia-Marchetti S.79 Sparviero, posizionandosi sull'aeroporto di Tarhuna. Con l'entrata in guerra del Regno d'Italia, avvenuta il 10 giugno, lo stormo fu subito impegnato in un'intensa attività bellica. 
Nel pomeriggio del 5 luglio lo stormo realizzò una nuova azione di bombardamento con bombe da 50 kg. Cinque S.79 della 21ª Squadriglia attaccarono il campo di volo di Tishdidia insieme ad altri sei S.79 della 54ª Squadriglia e sei S.79 della 20ª Squadriglia. Un'ora più tardi altri sei apparecchi della 53ª Squadriglia attaccarono il campo di Bir Enba. Tutti gli apparecchi tornarono alla base attribuendosi la distruzione di sei velivoli nemici a terra e di depositi di munizioni e combustibile. Il giorno successivo guidò dieci apparecchi dello stormo (21ª e 54ª Squadriglia) che attaccarono nuovamente la base di Marsa Matrouh sganciando un centinaio di bombe da 50 kg. Il 31 ottobre viene rimpatriato e poi assegnato al 18º Stormo Bombardamento Terrestre, per passare poi al 37º Gruppo del 33º Stormo Bombardamento Terrestre dotato dei bombardieri Fiat BR.20 Cicogna con cui operò durante la campagna di Grecia e quella di Jugoslavia.
Nel luglio 1941 il 37º Gruppo fu assegnato al 18º Stormo Trasporto in fase di equipaggiamento con velivoli Savoia-Marchetti S.M.82 Marsupiale sull'aeroporto di Aviano.
Nel mese di novembre fu trasferito alla 224ª Squadriglia, 57º Gruppo sull'aeroporto di Orvieto, ed entrato a far parte del 18º Stormo Trasporti, fu impiegato in attività di trasporto materiali e personale con l'Africa settentrionale, e con il peggiorare della situazione bellica in Libia l'attività divenne intensissima. Dopo lo sbarco degli alleati in Algeria (Operazione Torch) le forze armate italo-tedesche risposero con l'Esigenza T, cioè l'occupazione della Tunisia. Il 24 novembre 1942 prese parte come capo equipaggio ad un aeroconvoglio di sette S.M.82 del 45° e 48º Stormo e della Sezione Autonoma T in volo da Castelvetrano a Tripoli senza scorta fu attaccato da 3 caccia Lockheed P-38 Lightning dell'U.S. Army Air Forces a circa 40 km da Sfax. I velivoli variamente danneggiati riuscirono ad atterrare in prossimità della città, con a bordo 3 morti e 5 feriti,  e furono tutti dichiarati irrecuperabili. Rimasto ferito, il 26 novembre si imbarcò su un bimotore da trasporto Caproni Ca.314 che decollò da Sfax per raggiungere l'Italia, ma l'aereo scomparve sul Mar Mediterraneo, probabilmente abbattuto.

### Annotazioni
1. ↑  In risposta ad un bando emesso il 24 novembre 1932.
2. ↑  Presso questo reparto conseguì l'abilitazione al pilotaggio dei bombardieri Fiat B.R.3, Caproni Ca.102 e Savoia-Marchetti S.M.81.
3. ↑  Gli altri capo equipaggio erano il Maresciallo Amilcare Marco, il Sottotenente Boldreghini, il Maresciallo Nicoli, il Tenente Escher, il Tenente Baistrocchi e il Maresciallo De Rubeis.
4. ↑  Pur in forza alla 224ª Squadriglia T del S.A.S., per quella missione fu temporaneamente aggregato alla Sezione Autonoma T del S.A.S.
5. ↑  Si trattava di velivolo appartenenti al 49th Fighter Squadron del 14th Fighter Group dell’U.S.A.A.F. decollati dal campo d'aviazione di Youks-les-Bains.
6. ↑  Tutti gli aerei si rivelarono danneggiati in modo irrecuperabile. Si trattava degli S.M.82 matricole MM 60592, MM 60599, MM 60734 della 48ª e 601ª Squadriglia del 45º Stormo, degli MM 6080, MM 60804, MM 60493 della 617ª e 618ª Squadriglia del 48º Stormo, e della MM 60290 (codice SA-2) della Sezione Autonoma.
7. ↑  Dopo questo attacco il comando del SAS rompe sospese i voli diurni da Castelvetrano a Tripoli sostituendoli con voli notturni a partire dal giorno successivo e impose la scorta dei caccia durante voli diurni per la Tunisia.

### Fonti
1. 1 2  Ufficio Storico Stato Maggiore dell'Aeronautica 1977, p. 85.
2. 1 2 3  Ufficio Storico Stato Maggiore dell'Aeronautica 1977, p. 86.
3. 1 2 3  Dunning 1988, p. 36.
4. 1 2 3  Dunning 1988, p. 42.
5. 1 2 3  Brotzu, Cosolo 1976, p. 27.
6. ↑  Gazzetta Ufficiale del Regno d'Italia N. 174 del 25 luglio 1942.
7. ↑  Gazzetta Ufficiale del Regno d'Italia N. 265 del 9 novembre 1942.